# Elecciones municipales de Huancayo de 1966
Las elecciones municipales de Huancayo de 1966 se llevaron a cabo el 13 de noviembre de 1966 para elegir al alcalde y al Concejo Provincial de Huancayo para el periodo 1967-1969. La elección se celebró simultáneamente con elecciones municipales en todo el país.

## Sistema electoral
La Municipalidad Provincial de Huancayo es el órgano administrativo y de gobierno de la provincia de Huancayo. Está compuesta por el alcalde y el Concejo Provincial.
La votación del alcalde y el concejo se realiza en base al sufragio universal alfabeto, que comprende a todos los ciudadanos nacionales y no nacionales mayores de veintiún años, empadronados y residentes en la provincia de Huancayo y en pleno goce de sus derechos políticos.
El Concejo Provincial de Huancayo está compuesto por 14 concejales elegidos por sufragio directo para un período de tres (3) años, en forma conjunta con la elección del alcalde (quien lo preside). La votación es por lista cerrada y bloqueada. Se asigna a la lista ganadora los escaños según el método d'Hondt.

## Composición del Concejo Provincial de Huancayo
La siguiente tabla muestra la composición del Concejo Provincial de Huancayo antes de las elecciones.
| Partidos | Partidos                                                    | Concejales |
| -------- | ----------------------------------------------------------- | ---------- |
|          | Alianza Acción Popular - Democracia Cristiana               | 8          |
|          | Coalición Partido Aprista Peruano - Unión Nacional Odriísta | 5          |
|          | Lista Independiente N° 5                                    | 1          |

## Partidos y candidatos
A continuación se muestra una lista de los principales partidos y alianzas electorales que participaron en las elecciones:
| Candidatura | Candidatura | Partidos y alianzas | Candidatos | Candidatos                 | Ideología                                           | Resultado previo | Resultado previo | Ref. |
| Candidatura | Candidatura | Partidos y alianzas | Candidatos | Candidatos                 | Ideología                                           | Votos (%)        | Con.             | Ref. |
| ----------- | ----------- | --- | ---------- | -------------------------- | --------------------------------------------------- | ---------------- | ---------------- | ---- |
|             | AP–DC       | Lista - Alianza Acción Popular - Democracia Cristiana (AP–DC) – Acción Popular (AP) – Partido Demócrata Cristiano (DC)                          |            | Fernando Calmell del Solar | Liberalismo Humanismo Democracia cristiana          | 57.97%           | 8                |      |
|             | APRA–UNO    | Lista - Coalición Partido Aprista Peruano - Unión Nacional Odriísta (APRA–UNO) – Partido Aprista Peruano (APRA) – Unión Nacional Odriísta (UNO) |            | Félix Ortega Arce          | Aprismo Conservadurismo social Populismo de derecha | 33.32%           | 5                |      |
|             | IND         | Lista - Lista Independiente N° 1 |            | Faustino Quispe Huamán     | Localismo huancaíno                                 | Nuevo            | Nuevo            |      |

## Resultados

### Sumario general
|                        |                                                                        |              |              |              |            |            |
| Partidos y coaliciones | Partidos y coaliciones                                                 | Voto popular | Voto popular | Voto popular | Concejales | Concejales |
| Partidos y coaliciones | Partidos y coaliciones                                                 | Votos        | %            | +/−          | Total      | +/−        |
|                        | Coalición Partido Aprista Peruano - Unión Nacional Odriísta (APRA–UNO) | 18,762       | 54.40        | +21.08       | 8          | +3         |
|                        | Alianza Acción Popular - Democracia Cristiana (AP–DC)                  | 13,041       | 37.81        | –20.16       | 5          | –3         |
|                        | Lista Independiente N° 1                                               | 2,689        | 7.80         | n/a          | 1          | +1         |
|                        |                                                                        |              |              |              |            |            |
| Total                  | Total                                                                  | 34,492       |              |              | 14         | ±0         |
|                        |                                                                        |              |              |              |            |            |
| Votos válidos          | Votos válidos                                                          | 34,492       | 87.76        | +6.51        |            |            |
| Votos en blanco        | Votos en blanco                                                        | 2,668        | 6.79         | –2.04        |            |            |
| Votos nulos            | Votos nulos                                                            | 2,142        | 5.45         | –4.47        |            |            |
| Votos emitidos         | Votos emitidos                                                         | 39,302       | n/a          | n/a          |            |            |
| Abstenciones           | Abstenciones                                                           | n/d          | n/a          | n/a          |            |            |
| Votantes registrados   | Votantes registrados                                                   | n/d          |              |              |            |            |
|                        |                                                                        |              |              |              |            |            |
| Fuente:                |                                                                        |              |              |              |            |            |

### Concejo Provincial de Huancayo
| Cargo                            | Autoridad electa                | Partido político | Partido político         |
| -------------------------------- | ------------------------------- | ---------------- | ------------------------ |
| Alcalde Provincial de Huancayo   | Félix Ortega Arce               |                  | Coalición APRA-UNO       |
| Concejal Provincial de Huancayo  | Hermógenes Casaverde Río        |                  | Coalición APRA-UNO       |
| Concejal Provincial de Huancayo  | Ladislao Barreto Palacios       |                  | Coalición APRA-UNO       |
| Concejal Provincial de Huancayo  | Silvio Murakami Mori            |                  | Coalición APRA-UNO       |
| Concejal Provincial de Huancayo  | Ángel Valdivia Fernández        |                  | Coalición APRA-UNO       |
| Concejal Provincial de Huancayo  | Mario Barturén Dueñas           |                  | Coalición APRA-UNO       |
| Concejal Provincial de Huancayo  | Carlos Recoba Cheves            |                  | Coalición APRA-UNO       |
| Concejala Provincial de Huancayo | Agripina Chávez Robles de Tovar |                  | Coalición APRA-UNO       |
| Concejal Provincial de Huancayo  | Maurilio Arriola Grande         |                  | Coalición APRA-UNO       |
| Concejal Provincial de Huancayo  | Fernando Salazar Busso          |                  | Alianza AP-DC            |
| Concejal Provincial de Huancayo  | Jorge Álvarez Tenorio           |                  | Alianza AP-DC            |
| Concejal Provincial de Huancayo  | Carlos Beraún Anguis            |                  | Alianza AP-DC            |
| Concejal Provincial de Huancayo  | Manuel Duarte Velarde           |                  | Alianza AP-DC            |
| Concejal Provincial de Huancayo  | Eliseo Herrera Castro           |                  | Alianza AP-DC            |
| Concejal Provincial de Huancayo  | Sergio Talavera Victoria        |                  | Lista Independiente N° 1 |

## Elecciones municipales distritales

### Resultados por distrito
La siguiente tabla enumera el control de los distritos de la provincia de Huancayo. El cambio de mando de una organización política se resalta del color de ese partido.
| Distrito                  | Alcalde(sa) titular             | Partido político | Partido político         | Alcalde(sa) electo(a)       | Partido político | Partido político   |
| ------------------------- | ------------------------------- | ---------------- | ------------------------ | --------------------------- | ---------------- | ------------------ |
| Áhuac                     | Severo Cerrón Astucuri          |                  | Coalición APRA-UNO       | Teodoro Canchaya Conde      |                  | Coalición APRA-UNO |
| Carhuacallanga            | Donato Flores Bastidas          |                  | Alianza AP-DC            | Máximo Briceño Porta        |                  | Alianza AP-DC      |
| Chacapampa                | Zenón Miranda Quispe            |                  | Alianza AP-DC            | Zenón Miranda Quispe        |                  | Alianza AP-DC      |
| Chicche                   | Macario Lozano Meza             |                  | Alianza AP-DC            | Marcial Lozano Ricardo      |                  | Alianza AP-DC      |
| Chilca                    | Julio Suárez Cámac              |                  | Alianza AP-DC            | Ysmael Peña de la Peña      |                  | Coalición APRA-UNO |
| Chongos Alto              | Melo Vilcamo Lázaro             |                  | Alianza AP-DC            | Justino Porta Juica         |                  | Coalición APRA-UNO |
| Chongos Bajo              | Abraham Muedas Gutarra          |                  | Alianza AP-DC            | Arturo Cerrón Gutarra       |                  | Coalición APRA-UNO |
| Chupaca                   | Rafael Maraví Segura            |                  | Alianza AP-DC            | Aurelio Rodríguez Córdova   |                  | Coalición APRA-UNO |
| Chupuro                   | Urbano Sánchez Ricse            |                  | Lista Independiente N° 5 | Rodrigo Huzco Cabrera       |                  | Coalición APRA-UNO |
| Colca                     | Isidoro Vila Olivera            |                  | Alianza AP-DC            | Luis Peñaloza Saldaña       |                  | Coalición APRA-UNO |
| Cullhuas                  | Laureano Canchanya Santana      |                  | Alianza AP-DC            | Teodoro Palián Berto        |                  | Coalición APRA-UNO |
| El Tambo                  | Luis Sobrevilla González        |                  | Alianza AP-DC            | Jaudeth Mubarak Sabal       |                  | Coalición APRA-UNO |
| Huáchac                   | Valois García Gutiérrez         |                  | Alianza AP-DC            | Víctor Rodríguez Maraví     |                  | Coalición APRA-UNO |
| Huacrapuquio              | Roberto Gonzales Inga           |                  | Alianza AP-DC            | Ruperto Gonzales S          |                  | Alianza AP-DC      |
| Hualhuas                  | Gamaniel Gamarra Veliz          |                  | Coalición APRA-UNO       | Abraham Gamarra Carrasco    |                  | Coalición APRA-UNO |
| Huamancaca Chico          | Abraham Gómez Rojas             |                  | Alianza AP-DC            | Pablo Rivera Baltazar       |                  | Coalición APRA-UNO |
| Huancán                   | Víctor Balbuena Cristóbal       |                  | Coalición APRA-UNO       | Eusebio Tovar Rojas         |                  | Coalición APRA-UNO |
| Huasicancha               | Pedro de la Cruz Yaranga        |                  | Coalición APRA-UNO       | Germán Ojeda Ramos          |                  | Coalición APRA-UNO |
| Huayucachi                | Rosa Ríos Vda de Martínez       |                  | Alianza AP-DC            | Félix Ramos Valentín        |                  | Coalición APRA-UNO |
| Ingenio                   | Noberto Varillas Vílchez        |                  | Alianza AP-DC            | Víctor Papuico Huánuco      |                  | Coalición APRA-UNO |
| Pariahuanca               | Vidal Hinojosa Alhua            |                  | Alianza AP-DC            | Humberto Verástegui Babilón |                  | Coalición APRA-UNO |
| Pilcomayo                 | Juan Ramos Unchupaico           |                  | Lista Independiente N° 5 | Juan Campos Campos          |                  | Coalición APRA-UNO |
| Pucará                    | Francisco Ureta Fernández       |                  | Alianza AP-DC            | Víctor Sierra Canchari      |                  | Coalición APRA-UNO |
| Quichuay                  | Rodolfo Contreras Meza          |                  | Alianza AP-DC            | Guillermo López Rapre       |                  | Alianza AP-DC      |
| Quilcas                   | Alfonso Chipana Inga            |                  | Alianza AP-DC            | Juan Pariona Pacheco        |                  | Coalición APRA-UNO |
| San Agustín               | Dionicio Cosme Coyotúpac        |                  | Alianza AP-DC            | Aníbal Aliaga Yparraguirre  |                  | Coalición APRA-UNO |
| San Jerónimo de Tunán     | Silvestre Acosta Medina         |                  | Alianza AP-DC            | Víctor David Malpica        |                  | Coalición APRA-UNO |
| San Juan de Jarpa         | Critóbal Clemente Samaniego     |                  | Alianza AP-DC            | Ascensión Madueño Rojas     |                  | Coalición APRA-UNO |
| San Juan de Yscos         | Augusto Casas Villaverde        |                  | Alianza AP-DC            | Luis Aliaga Balbín          |                  | Alianza AP-DC      |
| Santo Domingo de Acobamba | Andrés Melgar Córdova           |                  | Alianza AP-DC            | Donato Álvarez Campos       |                  | Coalición APRA-UNO |
| Saño                      | Víctor Ávila Santos             |                  | Coalición APRA-UNO       | Juan Meza Ávila             |                  | Coalición APRA-UNO |
| Sapallanga                | Teodosio Pérez Hinostroza       |                  | Lista Independiente N° 5 | Elías Amable Valenzuela     |                  | Coalición APRA-UNO |
| Sicaya                    | Florentino Aliaga Gutarra       |                  | Alianza AP-DC            | Ángel Navarro Astete        |                  | Coalición APRA-UNO |
| Tres de Diciembre         | Gaufredo Durand Fernández       |                  | Coalición APRA-UNO       | Mario Artega Lara           |                  | Coalición APRA-UNO |
| Viques                    | Melquiades Canchanya de la Cruz |                  | Alianza AP-DC            | Juan Porras Huallpacusi     |                  | Coalición APRA-UNO |
| Yanacancha                | Francisco Medina Córdova        |                  | Lista Independiente N° 5 | Javier Blas Ynga            |                  | Coalición APRA-UNO |